# Bahrains Grand Prix 2023
Bahrains Grand Prix 2023 (officielt navn: Formula 1 Gulf Air Bahrain Grand Prix 2023) var et Formel 1-løb, som blev kørt den 5. marts 2023 på Bahrain International Circuit. Det var det første løb i Formel 1-sæsonen 2023.

## Kvalifikation
| Pos.               | Nr. | Kører             | Konstruktør                  | Del 1     | Del 2     | Del 3     | Grid |
| ------------------ | --- | ----------------- | ---------------------------- | --------- | --------- | --------- | ---- |
| 1                  | 1   | Max Verstappen    | Red Bull Racing-Honda RBPT   | 1.31,295  | 1.30,503  | 1.29,708  | 1    |
| 2                  | 11  | Sergio Pérez      | Red Bull Racing-Honda RBPT   | 1.31,479  | 1.30,746  | 1.29,846  | 2    |
| 3                  | 16  | Charles Leclerc   | Ferrari                      | 1.31,094  | 1.30,282  | 1.30,000  | 3    |
| 4                  | 55  | Carlos Sainz, Jr. | Ferrari                      | 1.30,993  | 1.30,515  | 1.30,154  | 4    |
| 5                  | 14  | Fernando Alonso   | Aston Martin Aramco-Mercedes | 1.31,158  | 1.30,645  | 1.30,336  | 5    |
| 6                  | 63  | George Russell    | Mercedes                     | 1.31,057  | 1.30,507  | 1.30,340  | 6    |
| 7                  | 44  | Lewis Hamilton    | Mercedes                     | 1.31,543  | 1.30,513  | 1.30,384  | 7    |
| 8                  | 18  | Lance Stroll      | Aston Martin Aramco-Mercedes | 1.31,184  | 1.31,127  | 1.30,836  | 8    |
| 9                  | 31  | Esteban Ocon      | Alpine-Renault               | 1.31,508  | 1.30,914  | 1.30,984  | 9    |
| 10                 | 27  | Nico Hülkenberg   | Haas-Ferrari                 | 1.31,204  | 1.30,809  | Ingen tid | 10   |
| 11                 | 4   | Lando Norris      | McLaren-Mercedes             | 1.31,6521 | 1.31,381  | N/A       | 11   |
| 12                 | 77  | Valtteri Bottas   | Alfa Romeo-Ferrari           | 1.31,504  | 1.31,443  | N/A       | 12   |
| 13                 | 24  | Zhou Guanyu       | Alfa Romeo-Ferrari           | 1.31,615  | 1.31,473  | N/A       | 13   |
| 14                 | 22  | Yuki Tsunoda      | AlphaTauri-Honda RBPT        | 1.31,400  | 1.32,510  | N/A       | 14   |
| 15                 | 23  | Alexander Albon   | Williams-Mercedes            | 1.31,461  | Ingen tid | N/A       | 15   |
| 16                 | 2   | Logan Sargeant    | Williams-Mercedes            | 1.31,6521 | N/A       | N/A       | 16   |
| 17                 | 20  | Kevin Magnussen   | Haas-Ferrari                 | 1.31,892  | N/A       | N/A       | 17   |
| 18                 | 81  | Oscar Piastri     | McLaren-Mercedes             | 1.32,101  | N/A       | N/A       | 18   |
| 19                 | 21  | Nyck de Vries     | AlphaTauri-Honda RBPT        | 1.32,121  | N/A       | N/A       | 19   |
| 20                 | 10  | Pierre Gasly      | Alpine-Renault               | 1.32,181  | N/A       | N/A       | 20   |
| 107%-tid: 1.37,362 |     |                   |                              |           |           |           |      |
| Kilde:             |     |                   |                              |           |           |           |      |

Noter
↑1 - Lando Norris og Logan Sargeant satte en identisk tid i del 1. Norris gik videre, da han satte tiden først.

## Resultat
| Pos.                                                               | Nr. | Kører             | Konstruktør                  | Omgange | Tid/Udgået  | Startpos. | Point |
| ------------------------------------------------------------------ | --- | ----------------- | ---------------------------- | ------- | ----------- | --------- | ----- |
| 1                                                                  | 1   | Max Verstappen    | Red Bull Racing-Honda RBPT   | 57      | 1:33.56,736 | 1         | 25    |
| 2                                                                  | 11  | Sergio Pérez      | Red Bull Racing-Honda RBPT   | 57      | +11,987     | 2         | 18    |
| 3                                                                  | 14  | Fernando Alonso   | Aston Martin Aramco-Mercedes | 57      | +38,637     | 5         | 15    |
| 4                                                                  | 55  | Carlos Sainz, Jr. | Ferrari                      | 57      | +48,052     | 4         | 12    |
| 5                                                                  | 44  | Lewis Hamilton    | Mercedes                     | 57      | +50,977     | 7         | 10    |
| 6                                                                  | 18  | Lance Stroll      | Aston Martin Aramco-Mercedes | 57      | +54,502     | 8         | 8     |
| 7                                                                  | 63  | George Russell    | Mercedes                     | 57      | +55,873     | 6         | 6     |
| 8                                                                  | 77  | Valtteri Bottas   | Alfa Romeo-Ferrari           | 57      | +62,647     | 12        | 4     |
| 9                                                                  | 10  | Pierre Gasly      | Alpine-Renault               | 57      | +73,753     | 20        | 2     |
| 10                                                                 | 23  | Alexander Albon   | Williams-Mercedes            | 57      | +89,774     | 15        | 1     |
| 11                                                                 | 22  | Yuki Tsunoda      | AlphaTauri-Honda RBPT        | 56      | +90,870     | 14        |       |
| 12                                                                 | 2   | Logan Sargeant    | Williams-Mercedes            | 56      | +1 omgang   | 16        |       |
| 13                                                                 | 20  | Kevin Magnussen   | Haas-Ferrari                 | 56      | +1 omgang   | 17        |       |
| 14                                                                 | 21  | Nyck de Vries     | AlphaTauri-Honda RBPT        | 56      | +1 omgang   | 19        |       |
| 15                                                                 | 27  | Nico Hülkenberg   | Haas-Ferrari                 | 56      | +1 omgang   | 10        |       |
| 16                                                                 | 24  | Zhou Guanyu       | Alfa Romeo-Ferrari           | 56      | +1 omgang   | 13        |       |
| 17                                                                 | 4   | Lando Norris      | McLaren-Mercedes             | 55      | +2 omgange  | 11        |       |
| Ret                                                                | 31  | Esteban Ocon      | Alpine-Renault               | 41      | Mekanik     | 9         |       |
| Ret                                                                | 16  | Charles Leclerc   | Ferrari                      | 39      | Motor       | 3         |       |
| Ret                                                                | 81  | Oscar Piastri     | McLaren-Mercedes             | 13      | Elektronik  | 18        |       |
| Hurtigste omgang: Zhou Guanyu (Alfa Romeo) - 1.33,996 (omgang 56)1 |     |                   |                              |         |             |           |       |
| Kilde:                                                             |     |                   |                              |         |             |           |       |

Noter:
↑1 - Zhou Guanyu satte den hurtigste omgang, men blev ikke givet et ekstra point for det, da point for hurtigste omgang kun gives hvis køreren slutter i top 10 i ræset.

## Stilling i mesterskaberne efter løbet
| Pos. | Kører            | Point |
| ---- | ---------------- | ----- |
| 1    | Max Verstappen   | 25    |
| 2    | Sergio Pérez     | 18    |
| 3    | Fernando Alonso  | 15    |
| 4    | Carlos Sainz Jr. | 12    |
| 5    | Lewis Hamilton   | 10    |

| Pos. | Konstruktør           | Point |
| ---- | --------------------- | ----- |
| 1    | Red Bull-Honda RBPT   | 43    |
| 2    | Aston Martin-Mercedes | 23    |
| 3    | Mercedes              | 16    |
| 4    | Ferrari               | 12    |
| 5    | Alfa Romeo-Ferrari    | 4     |